# Ohrid

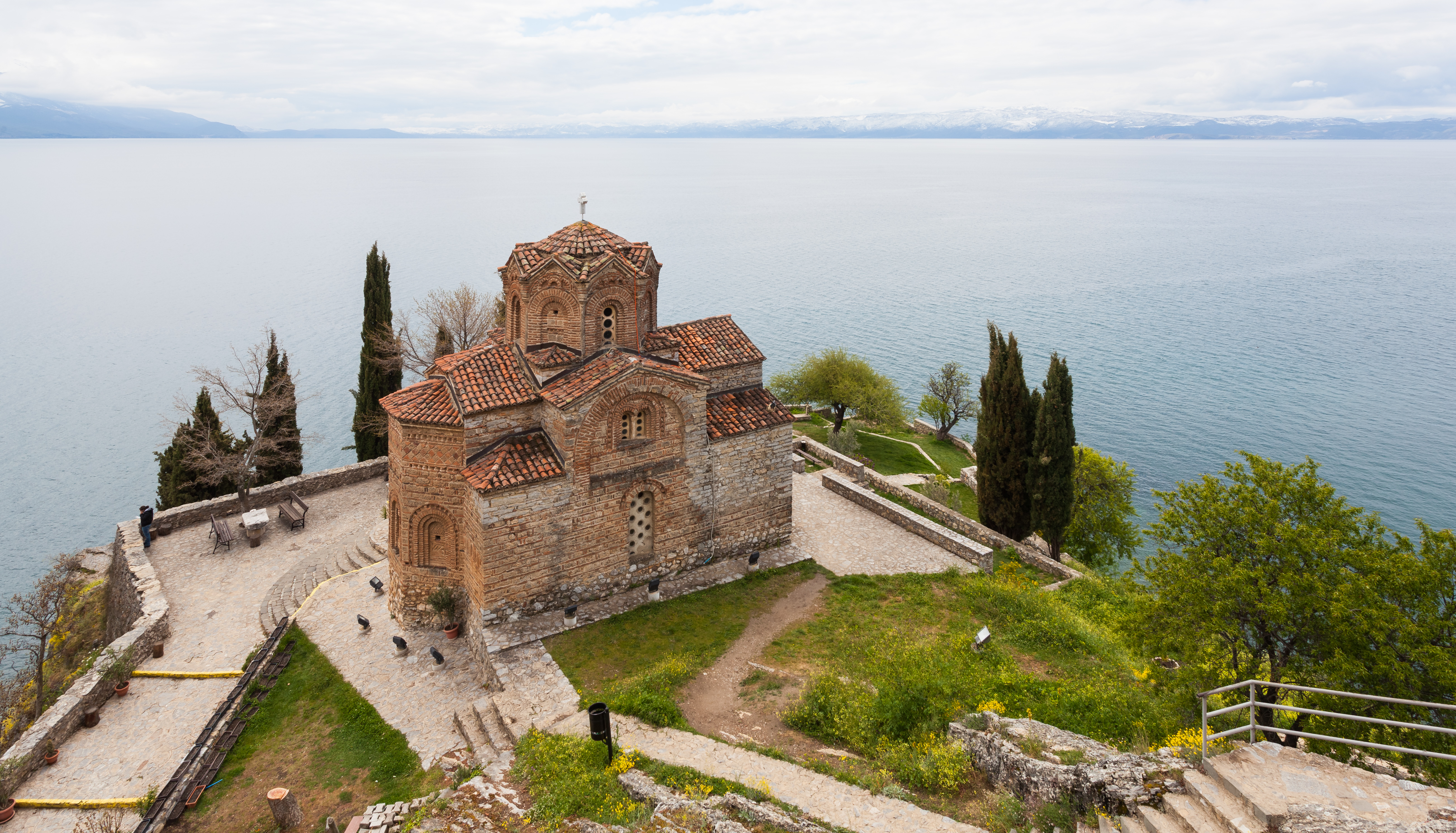
Sankt Johannes kyrka i Kaneo på en klippa vid Ohridsjön.

Ohrid (makedonska: Охрид [ˈɔxrit] lyssna (fil), äldre namn: Lihnida) är en stad i kommunen Ohrid i sydvästra Nordmakedonien. Staden ligger vid Ohridsjön, cirka 695 meter över havet. Ohrid hade 38 818 invånare vid folkräkningen år 2021.
Av invånarna i Ohrid är 81,73 % makedonier, 5,44 % albaner, 5,16 % turkar, 0,84 % valaker, 0,73 % serber och 0,64 % romer (2021).

## Historia
Staden har funnits minst sedan antiken, då den hette Lychnidos. Den romerska här- och handelsvägen Via Egnatia gick genom Lychnidos. Via egnatia börjar vid Adriatiska havet och tar slut i Konstantinopel (Istanbul). Namnet Ohrid omnämns i skriftliga källor första gången år 879. Det kyrilliska alfabetet skapades delvis i Ohrid. Arbetet med alfabetet inleddes i Preslav i nuvarande Bulgarien av Naum av Preslav. Där var Preslavs litterära skola etablerad. Därefter fortsätter arbetet i Ohrid genom ett samarbete mellan Klemens av Ohrid och Naum, de var båda tidigare elever till Kyrillos och Methodios som hade uppfunnit det glagolitiska alfabetet. Sankt Naum och Sankt Klement uppkallar sitt alfabet efter en av sina lärare. Ohrid blev ett viktigt kulturellt centrum där skrifter producerades av Ohrids litterära skola som grundades av Klemens. Klemens ligger begravd i staden i kyrkan som bär hans namn. Naum ligger begravd en bit utanför staden, i ett kloster som bär hans namn. Det finns nu ett alldeles nybyggt universitet med Klements namn och det är byggt i klassisk Ohridstil, precis som husen från 1400-talet.
Mellan 990 and 1015 var Ohrid huvudstad i det Första bulgariska riket under tsar Samuil. Ruinerna av Tsar Samuils borg restaurerades för några år sedan och finns nu upplysta och syns från hela stans omnejd. Staden tillhörde mellan 1398 och 1912 det Osmanska riket.

## Övrigt
Dagens Ohrid är en turiststad med vackra stränder och bergen vid horisonten. I Ohrid finns något för alla, speciellt för de historieintresserade. Det finns kullersten från romarriket, amfiteater från antiken, samt några av de äldsta bysantinska freskerna. I Ohrid finns en hel del kyrkor, man brukar säga att det finns en för varje dag, cirka 365 stycken. En av de mer kända är Sankta Sofia, byggd på 800-talet, på en plats där det tidigare fanns en byggnad från klassisk romersk eller grekisk tid. Från Ohrid kan Albanien ses på andra sidan sjön.

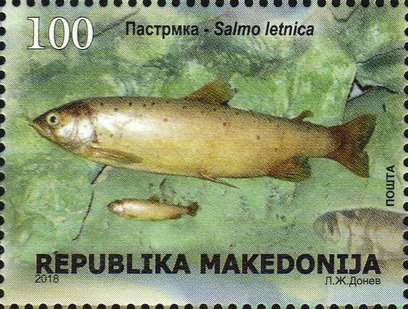

Ohridsjön är väldigt gammal och en av Europas djupaste sjöar. Det är en källsjö som försörjs med vatten underifrån. Vid Sankt Naums kloster kommer en hel å forsande upp ur berget. I Ohridsjön finns flera endemiska arter, bl.a. en öring, kallad Salmo letnica som är en specialitet på många av stadens restauranger. På stora gågatan finns flera albanska och turkiska restauranger. Kranvattnet är källvatten. Sedan 1979 är staden av Unesco listad som världskulturarv. I staden finns bland annat kloster, flera mycket gamla stora kyrkor, grekiska fornlämningar och en bevarad bebyggelse från 1300 och 1400-tal.

## Galleri

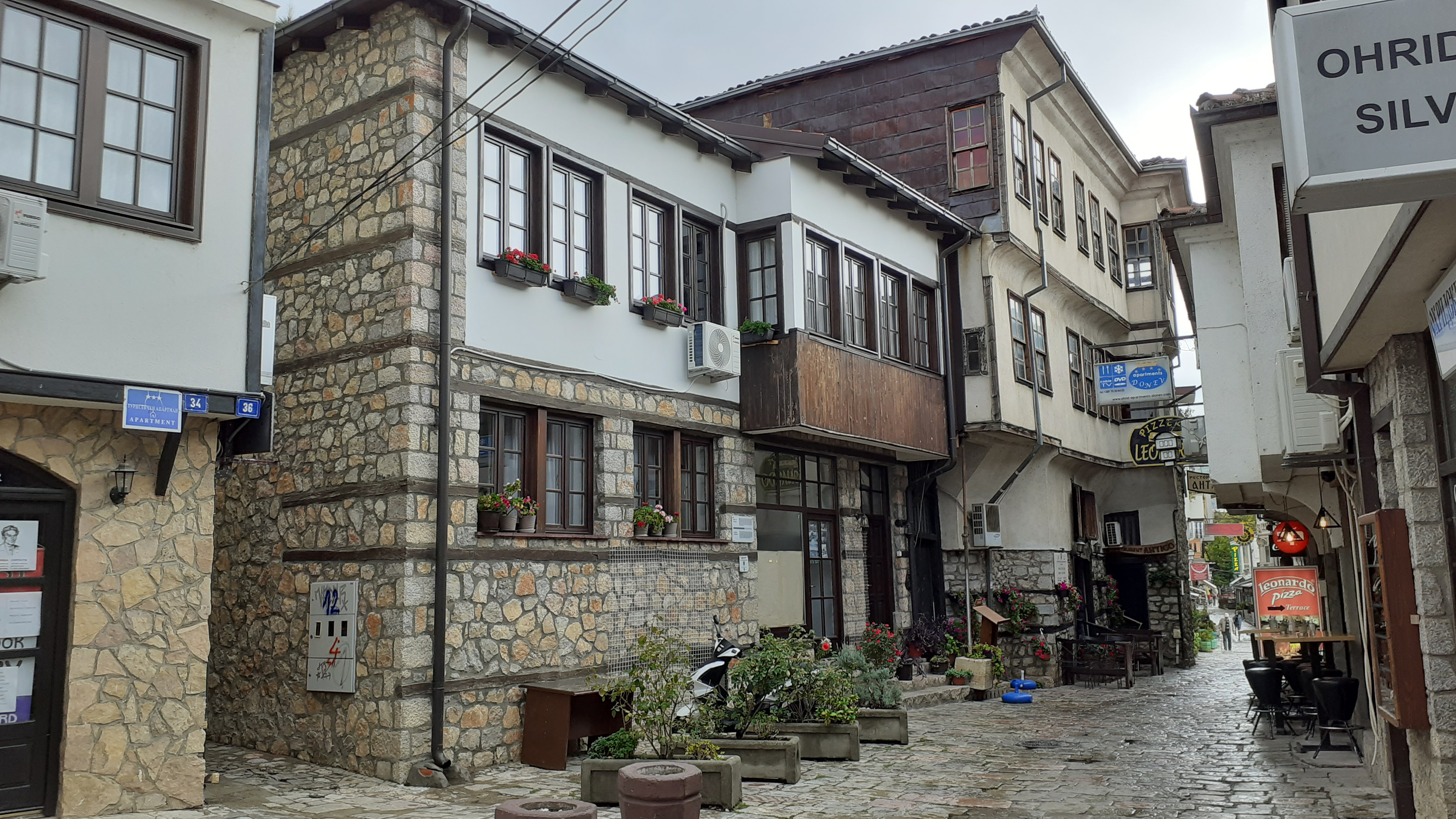
Hela gamla stan är bebyggd med hus från 13 och 1400-tal.
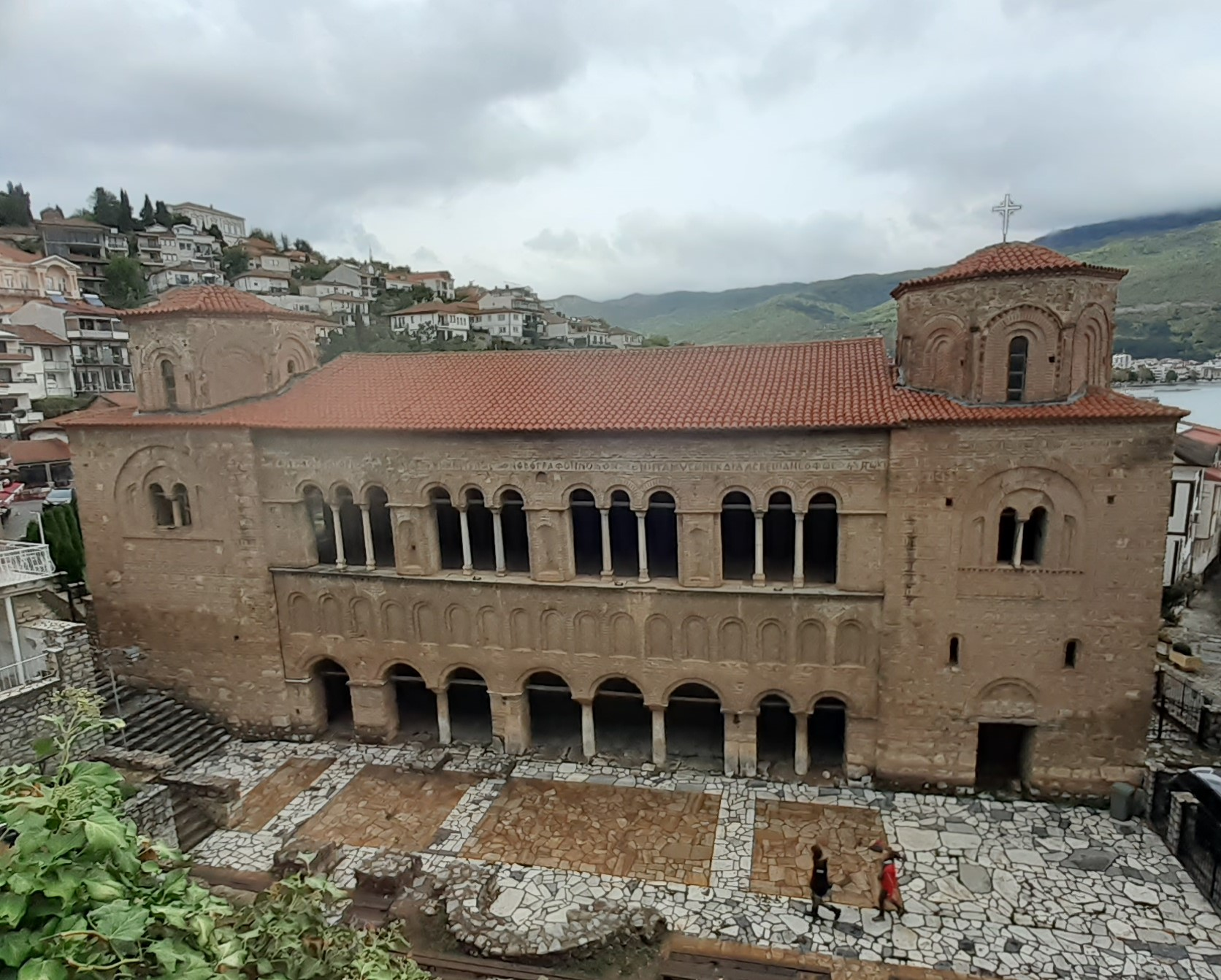
Sankta Sofia katedral
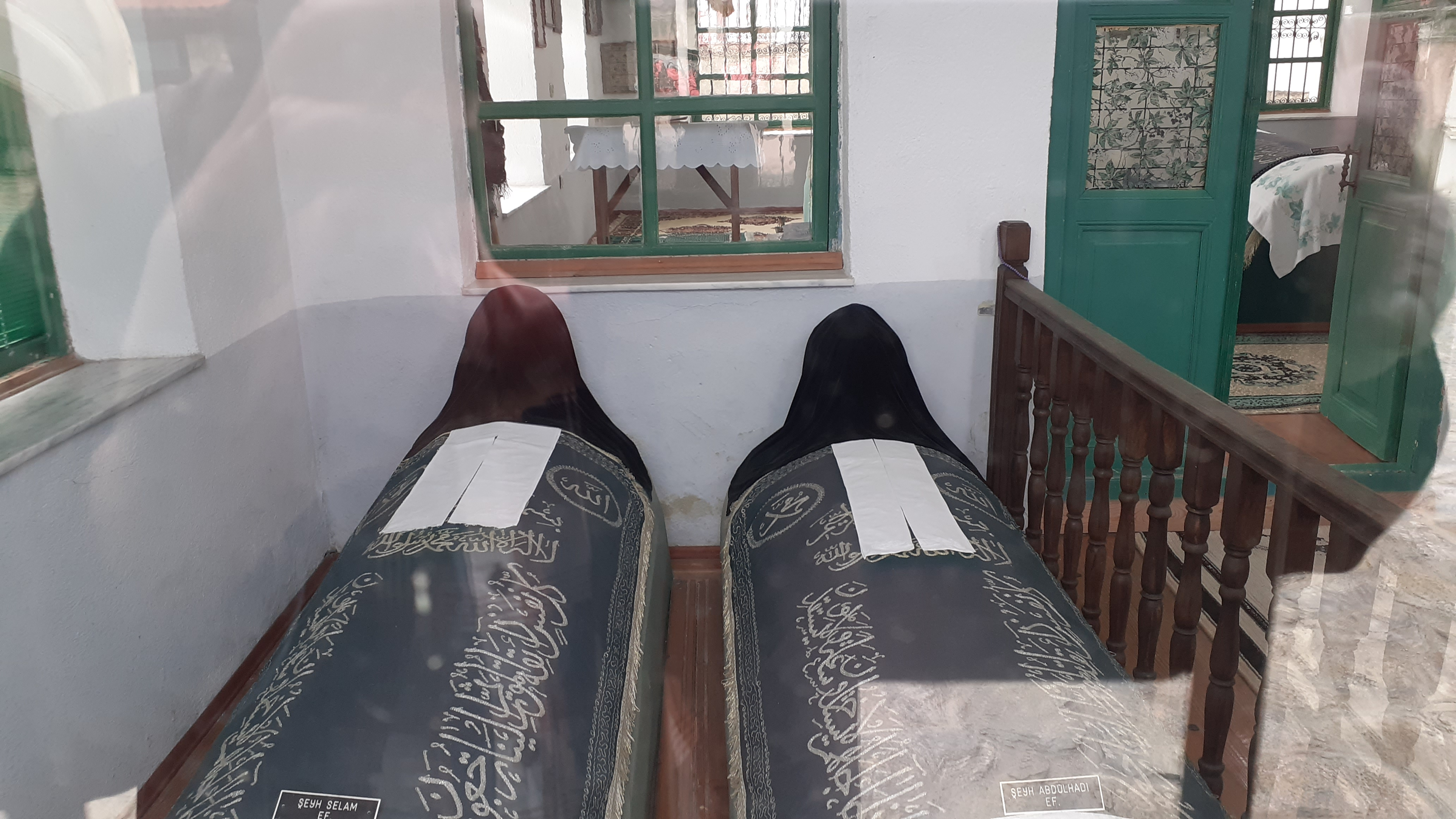
En muslimsk turbe (mausoleum)
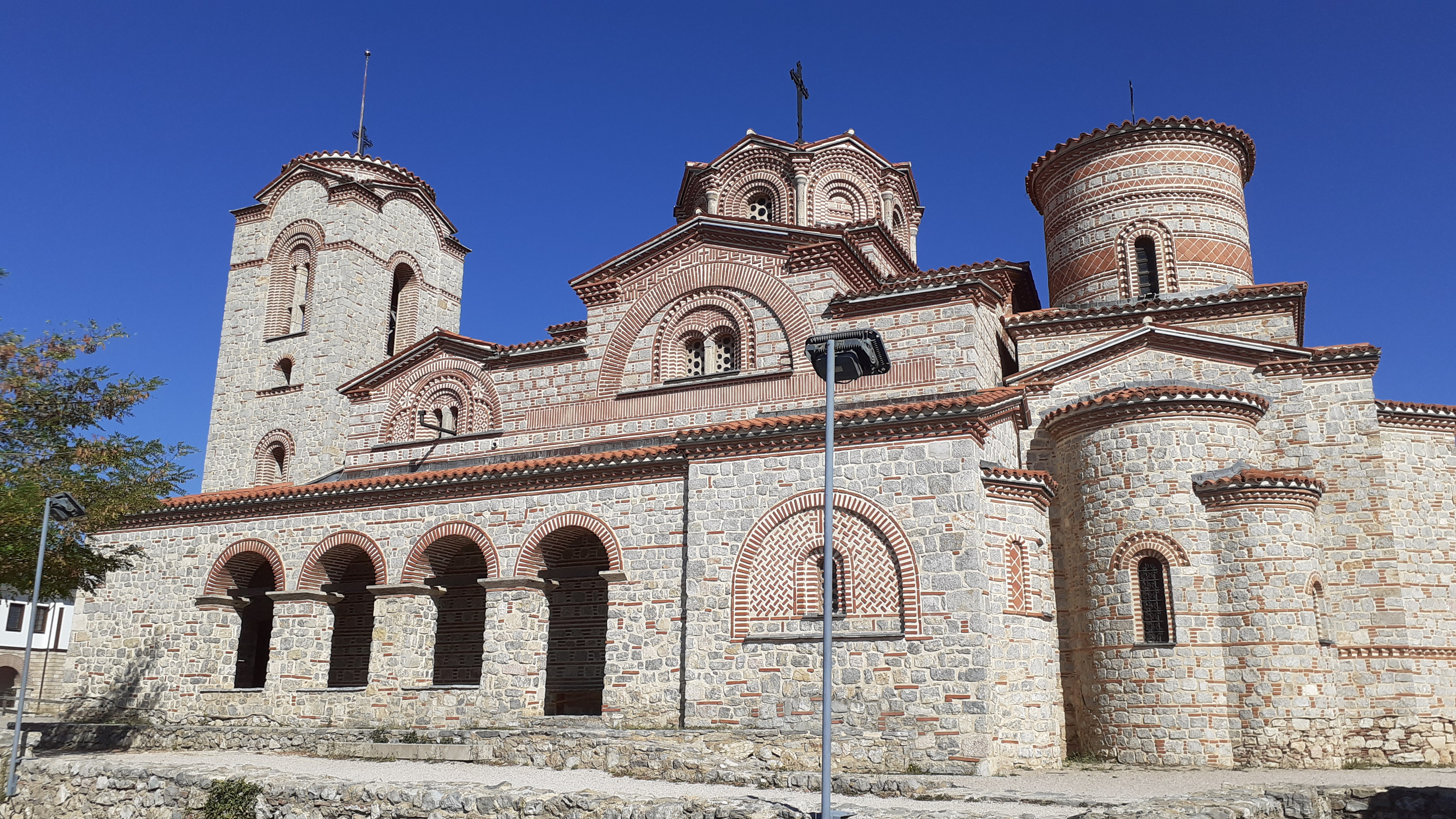
Sankt Klemens kyrka
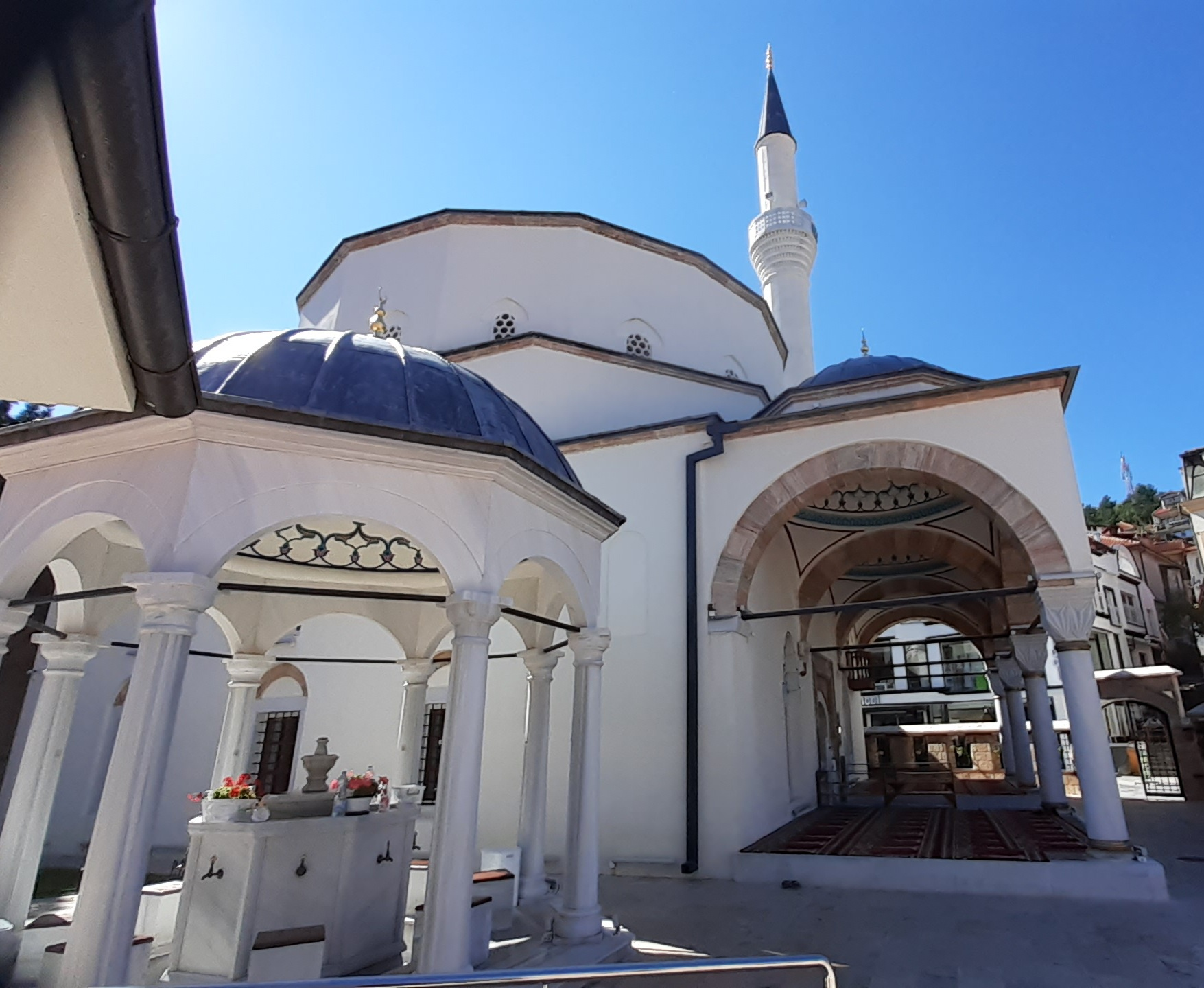
Ali Pasha moské från 1573.
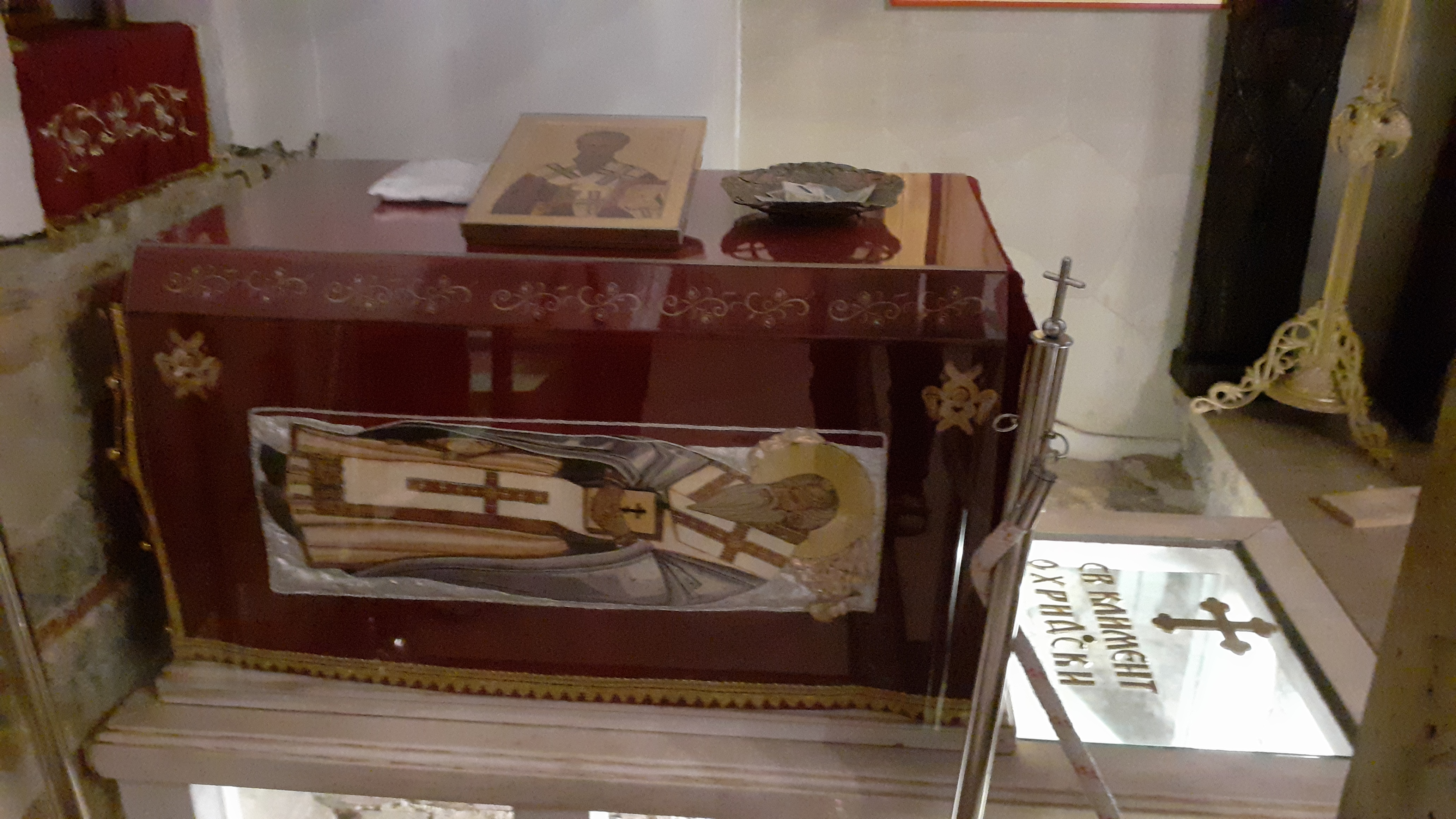
Sankt Klemens kvarlevor i kyrkan med hans namn.
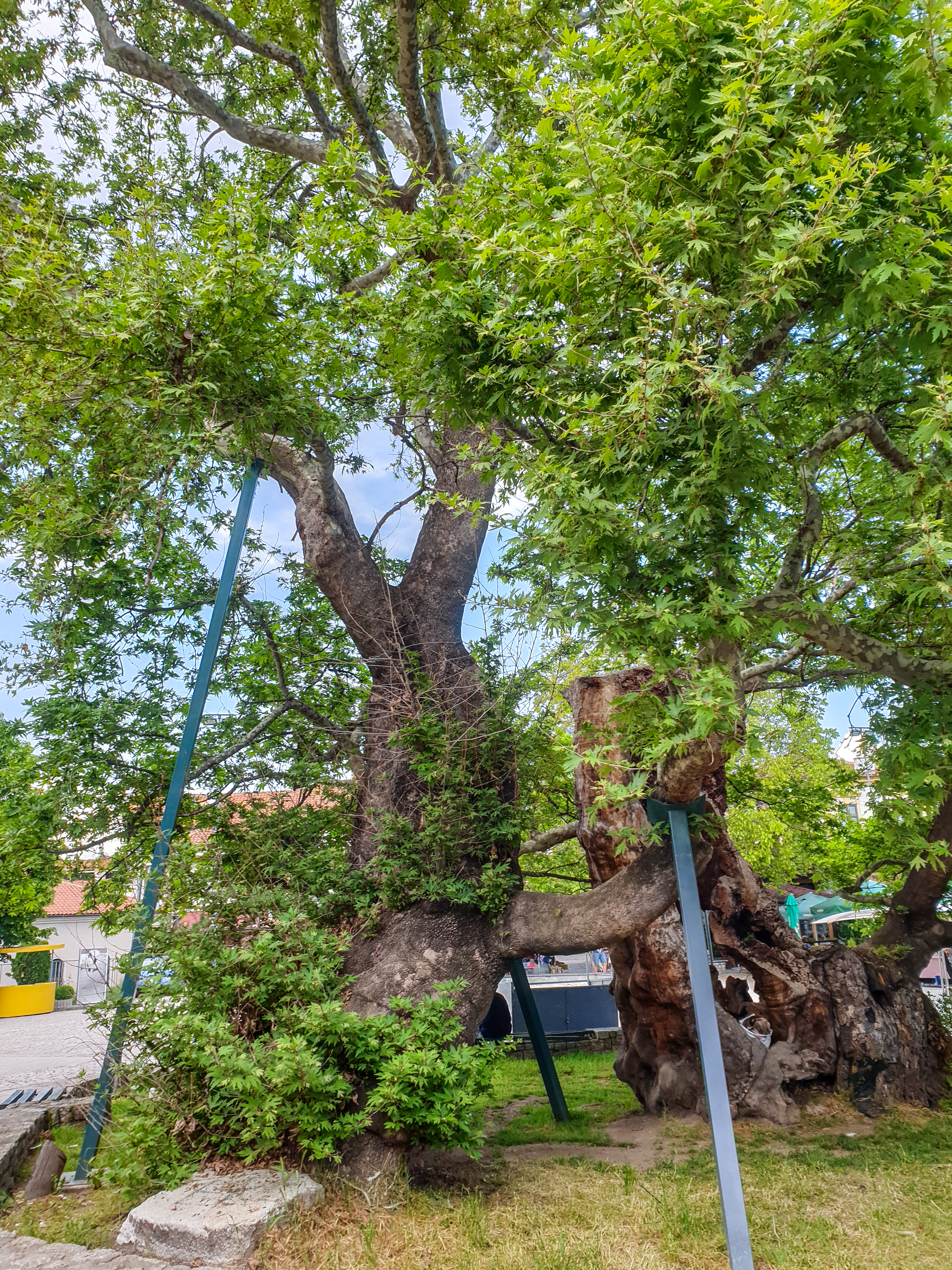
Tusenårsplatanen vid stora torget.
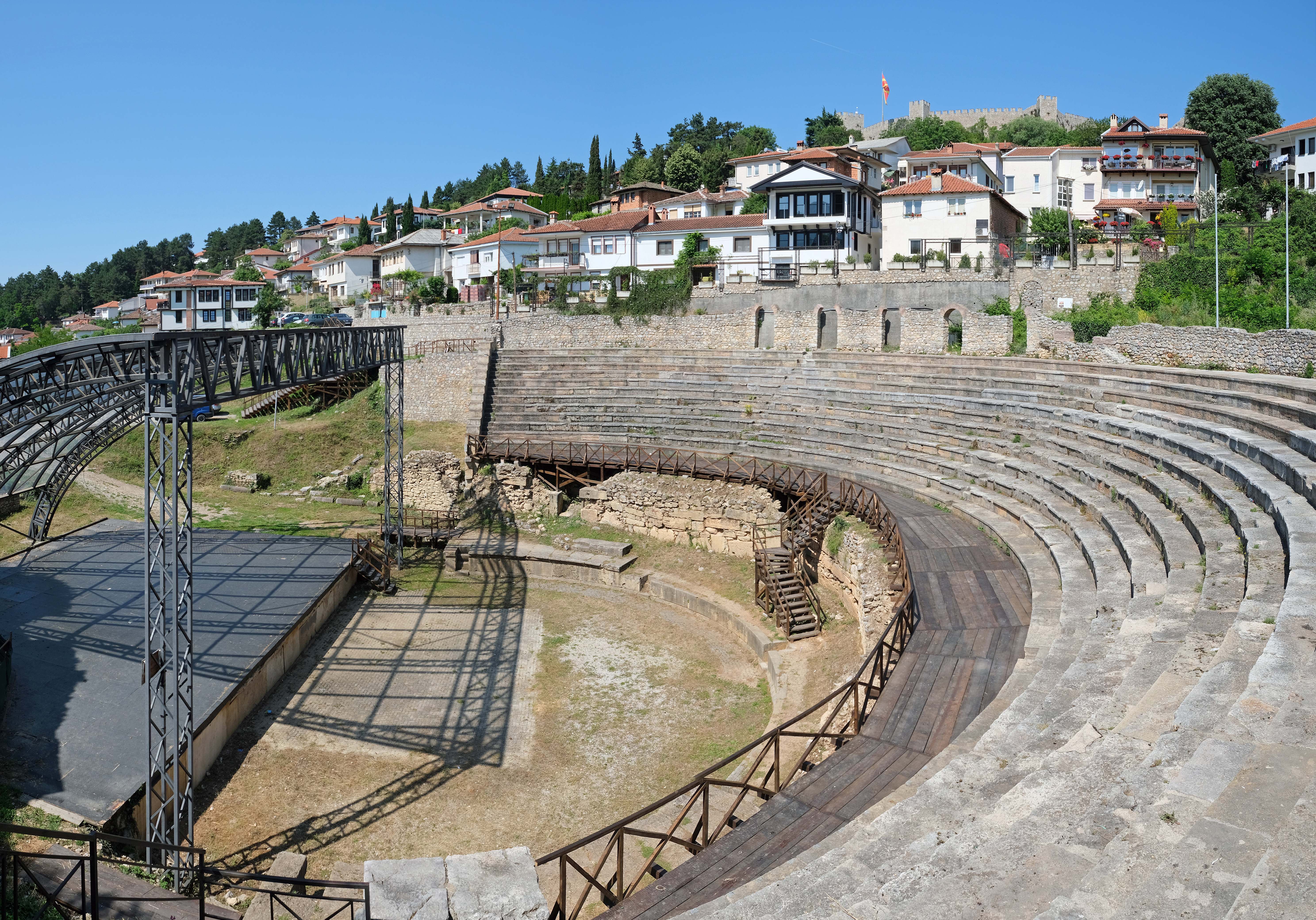
Amfiteatern som byggdes av grekerna, men som byggdes om av romarna.
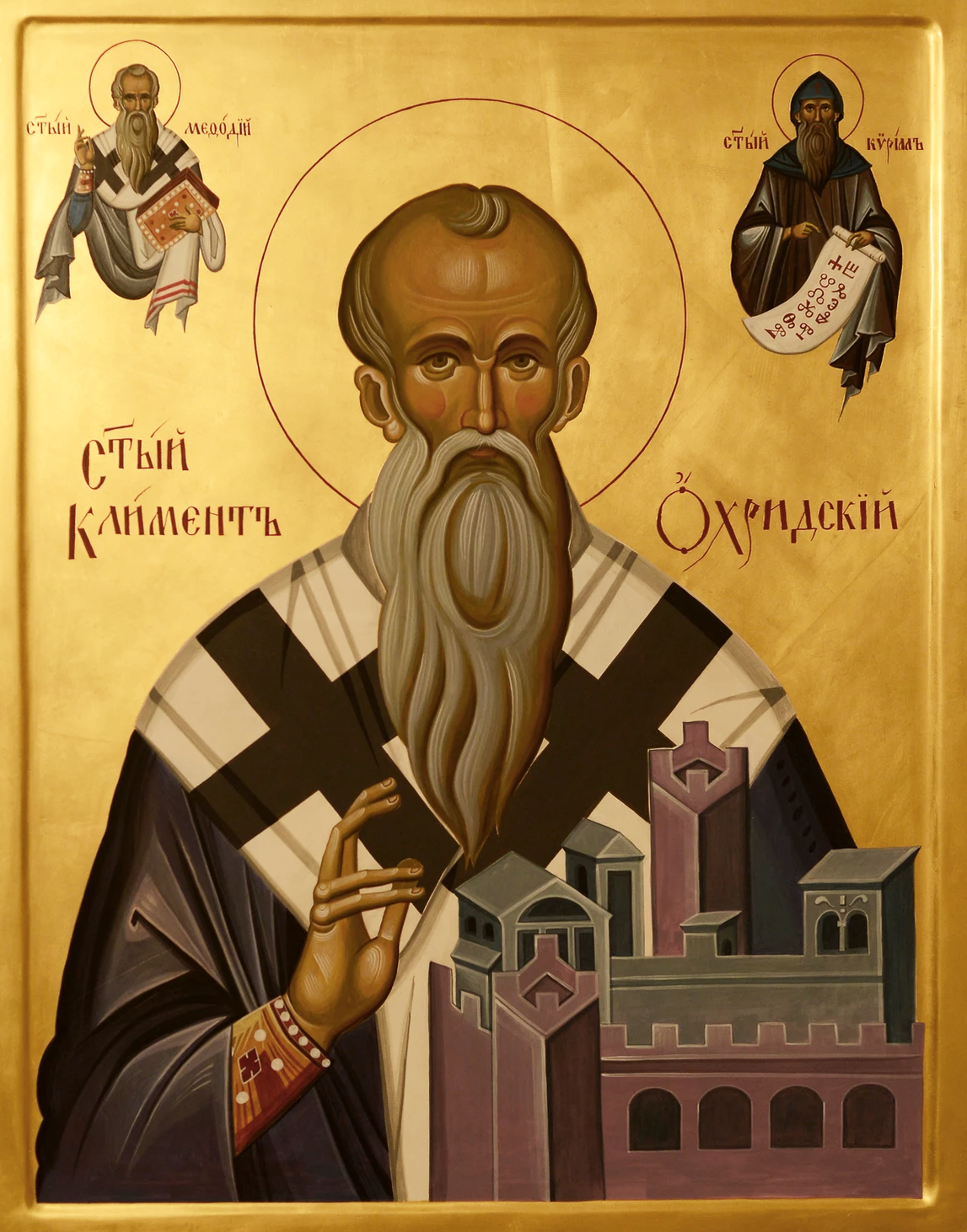
Sankt Klement (Sveti Kliment Ohridski)
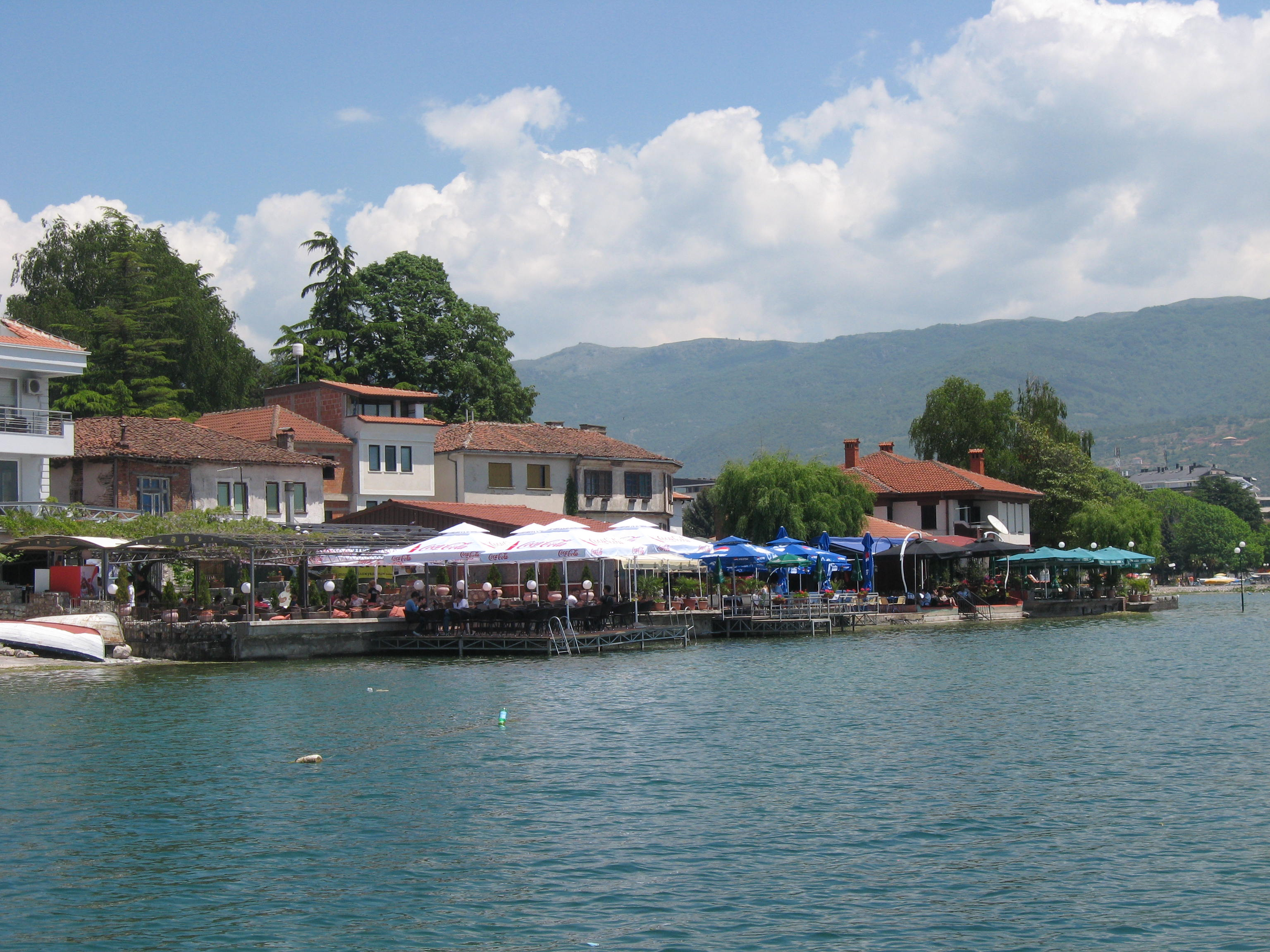
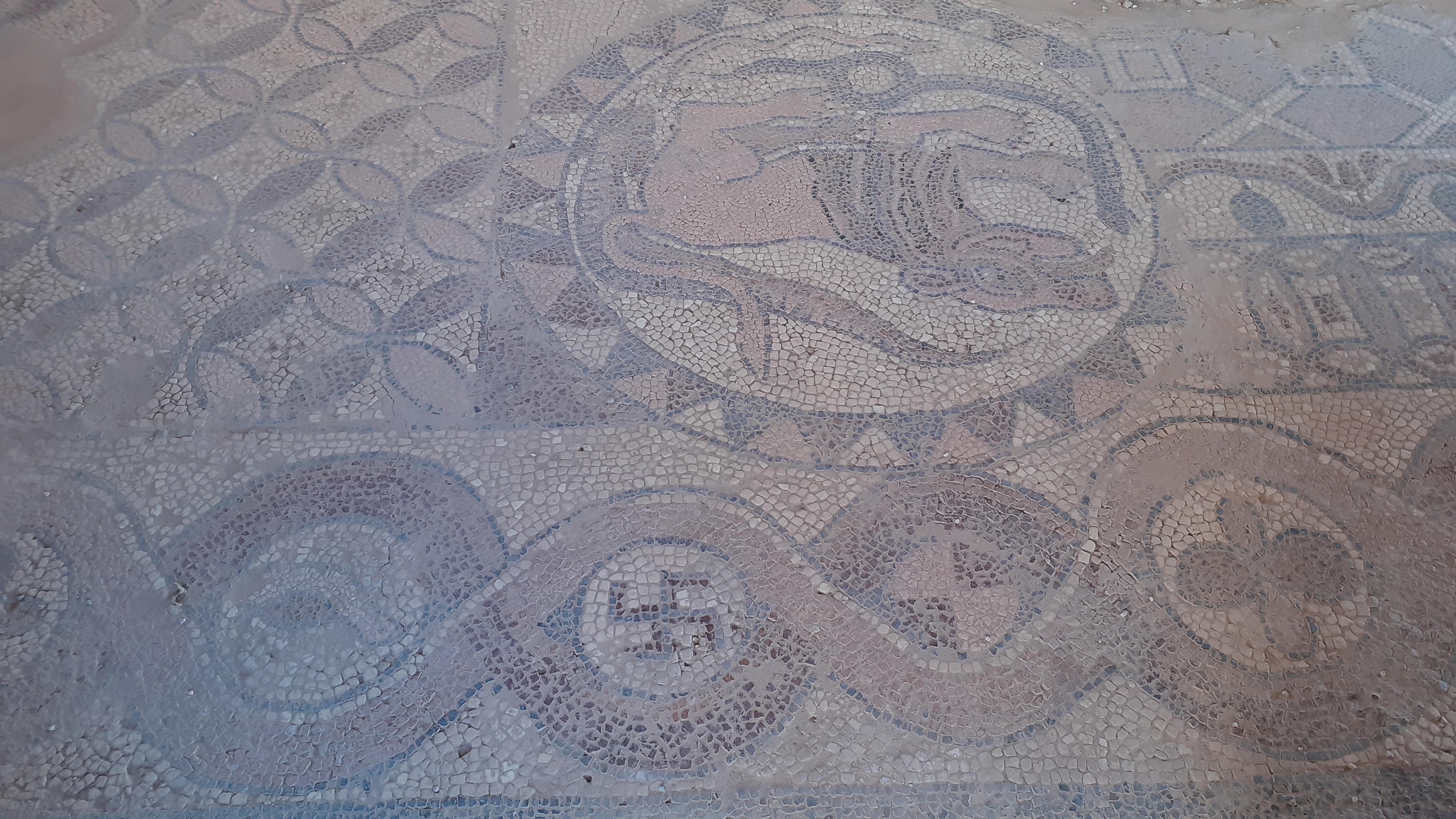
Gammal mosaik från förra kyrkan, där Sankt Klements kyrka står idag.
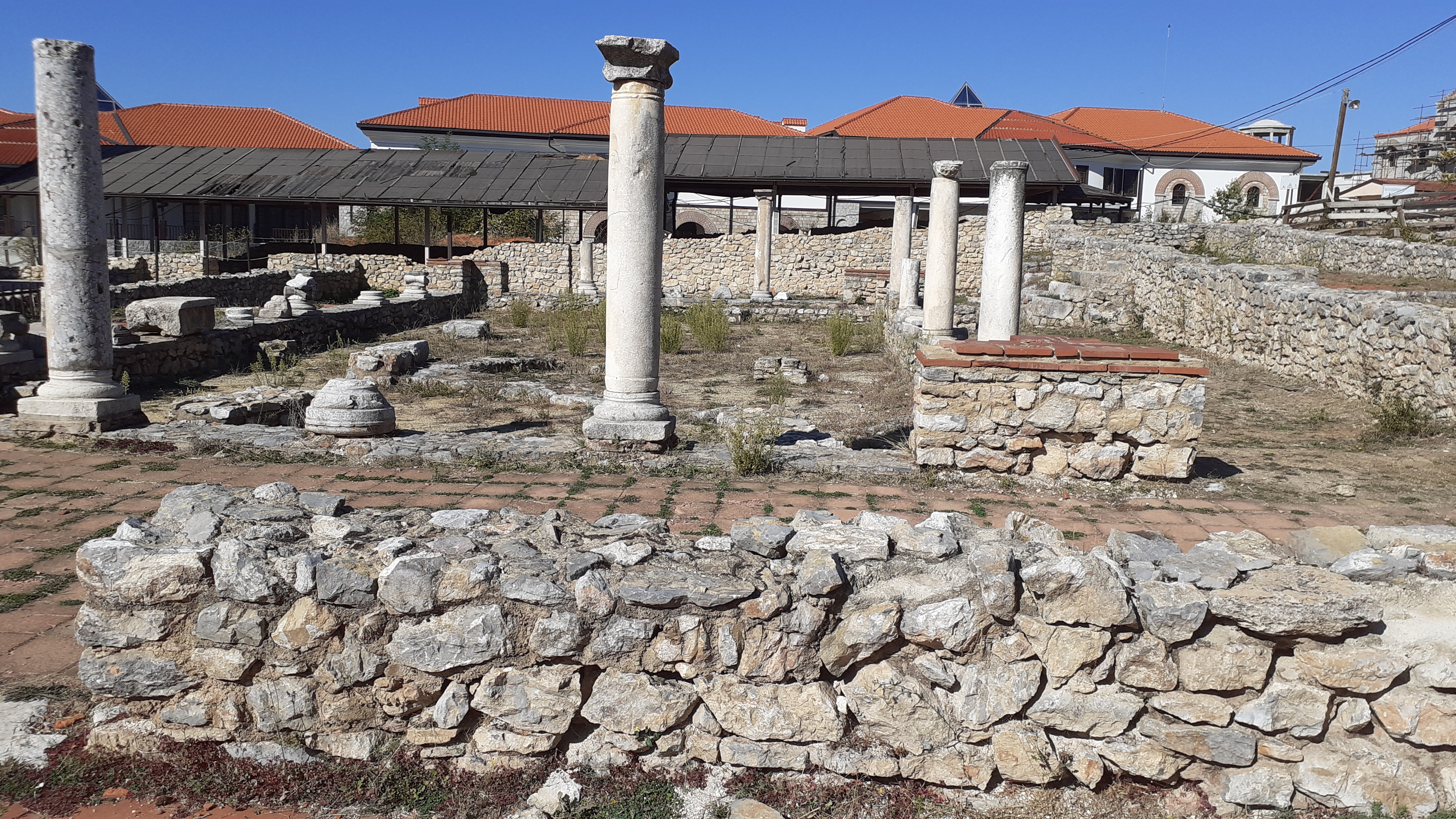
Ruin av ett Dionysus tempel, uppe vid Simeons borg.